# Camp Municipal del Collao

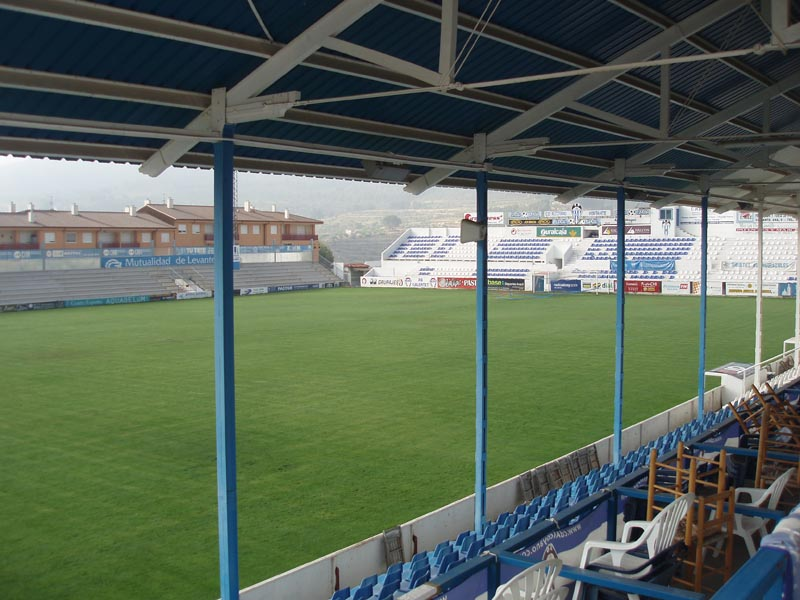
Blick auf die Süd- und Osttribüne

Das Camp Municipal del Collao (valencianisch: Camp Municipal del Collao, spanisch: Campo Municipal del Collao, meist nur El Collao) ist ein Fußballstadion in der spanischen Stadt Alcoy, Autonome Gemeinschaft Valencia. Es ist die Heimspielstätte des Fußballvereins CD Alcoyano.

## Geschichte
Errichtet wurde das Stadion im Jahr 1921 und ist damit eines der ältesten des Landes. Im Jahr 1945 wurde zum ersten Aufstieg des Heimklubs in die Primera División die Haupttribüne auf der Westseite des Stadions überdacht, charakteristisch sind die vierzehn dünnen Säulen, die die Dachkonstruktion tragen. Die größte Erweiterung fand im Jahr 2007 statt, als die Osttribüne renoviert und vergrößert wurde. Das Stadion bietet den Besuchern 4.850 Sitzplätze.